# Sandoy
Sandoy (dansk: Sandø) er den femte største færøske ø med et areal på 112,1 km². Øen har sit navn på grund af sine sandstrande. Den regnes som den fladeste af de større færøske øer. Øen har brede dalstrøg med mange småsøer og lave, afrundede fjelde. På vestkysten er der stejle klipper og fuglefjelde.
Sandoy er indtil den 21. december 2023 forbundet med Streymoy i nord og hovedstaden Tórshavn med en bilfærge mellem Skopun og Gamlarætt.
Sandoyartunnilin er en undersøisk tunnel til motorkøretøjer der officielt blev åbnet for offentligheden i slutningen af december 2023. Længde 10,8 kilometer. Laveste punkt 155 meter under havbunden. Tunnelportalerne starter ved Gamlarætt på Streymoy, vest for Tórshavn og i Traðardalur midt på øen Sandoy, mellem bygderne Skopun og Sandur. Tunnelen er 10,7 km lang.
Den største bosættelse på øen er bygden Sandur. Øens totale indbyggertal er 1.274 (2023). Med til regionen hører også øerne Skúvoy og Stóra Dímun med tilsammen 48 indbyggere (2020), der udgør Skúvoyar kommuna. 
Der er på øen Sandoy fire kommuner med seks bygder: Sandur, Skálavík, Skopun og Húsavík med bygderne Dalur og Skarvanes). Ved Skopun og Sandur er der bygget havneanlæg, og her ligger øens fiskeindustrier.

## Geografi
Sandoy har 19 lave afrundede fjelde og den højeste er det 479 meter høje Tindur. I en dal mellem Skopun og Sandur ligger den op til 5 meter dybe sø, Sandsvatn, der med et overfladeareal på 0,82 km² er Færøernes tredje største naturlige sø.
Trøllhøvdi på ca. 19 ha, er en ubeboet holm nordøst for Skopun. Dets højeste punkt er 160 meter over havets overflade. Øen er omkring 850 meter lang og 320 meter lang og ligger 9 km fra  Kirkjubøur på øen Streymoy.

## Historie
1872 oprettes Sandoyar prestagjalds kommuna. Den blev opprettet som en af en række kommuner baseret på ørigets prestegjeld i 1872. Kommunen omfattede øerne Sandoy, Skúvoy og Stóra Dímun. Skopun blev udskilt som et eget kirkesogn fra Sandur i 1910, og Stóra Dímun gik fra Sandur til Skúvoy sogn i 1923.
I 1928 blev hele Sandoyar prestagjalds kommuna omdøbt til Sands kommuna, og i 1930 blev Skálavíkar kommuna, Húsavíkar kommuna, Skúvoyar kommuna og Skopunar kommuna udskilt fra denne.
- I protest mod det dyre kirkebyggeri i Kirkjubøur og mod biskop Erlendurs forsøg på at styrke kirken ved at beslaglægge landbrugsjord udbryder der 1300 oprør på den sydlige del af Færøerne.
- 1380 er nordmanden Kalv Lille præst på Sandoy. Han skyer ikke noget middel for at opnå gods, jord og kvæg og menes at have flere mord og mordforsøg på samvittigheden, men kirken og den nye overklasses stilling er så stærk, at der ikke sker ham noget.
- 1538 medfører Reformationen at tre bønhuse nedlægges.
- 1638 dømmes på Sandoys vårting en mand til døden for tre tyverier af blandt andet af 10 fårekroppe.
- 1719 søger Sandoys præst Peder Clemmendsen forgæves at få etableret skolegang for øens børn.
- 1737 ansættes en vandrelærer på Sandoy.
- 1750 bliver det norske skib "Pater Gratiæ" vrag i Høvdasund ved Sandoy. Kun en overlevende når i land.
- 1839 rives kirken i Sandur ned, og en ny bygges på stedet og kan indvies 8. september. Arkæologiske undersøgelser har senere vist at Sandurs kirke er den sjette på stedet. Den ældste har været en stavkirke i norsk stil, bygget i 1000-tallet.
- 1873 får Stóra Dímun sin egen kirke. Præsten fra Sandoy kommer 2 gange om året for at forrette kirkelige handlinger.
- 1874 styrter Sandoys præst, Rudolf Jensen ned og slår sig lhjel, efter endt gudstjeneste på Stóra Dímun.
- 1895 Den 21. november sejler det britiske dampskib "Principa" på et skær ved Søltuvík og synker næsten øjeblikkelig. Kun en af skibets 28 ombordværende overlever, da han bliver bjerget nord for Kirkjubøur, klamrende sig til en lastluge.

En af Frilandsmuseets vandmøller stammer fra Sandoy.
Vandmøllen der blev opført i 1800-tallet i bygden Sandur er en horisontalmølle med lodret aksel og vandret roterende skovlhjul. Møllebygningen er af træ på et fundament af syldsten og beklædt med lodrette brædder. Taget er ligeledes af træ og tækket med græstørv på birkebark. Møllen har kun en kværn, der har direkte træk fra skovlhjulet. Sluser, malekarm er bevaret og der er vandføring til møllen.

## Turisme
Fra færgehavnen i Skopun er der busforbindelser til alle øens bygder.
I Skopun ligger øens turistkontor, som giver vejledning til rejsende og bl.a. arrangerer guidede ture. Når vejret tillader det, arrangerer turistkontoret ture til Stóra Dímun med båden “Hvíthamar”.
I Sandur ligger lokalmuseet "i Koytu". I alle bygderne er der et bygdehus, der tager imod grupper af rejsende efter nærmere aftale. Endvidere er der mulighed for overnatning i sommerhuse og B&B og i Hotel Skálavík, som også har en restaurant og som nu drives af rederiet Smyril Line. I Sandur er der gæstehus og campingplads. Søerne Sandsvatn og Gróthúsvatn, har et rigt fugleliv og der er gode fangstmuligheder for lystfiskerne. Fra Sandur går der en vej ud til det naturskønne Søltuvík, vest for bygden. Der er om sommeren fra Sandur bådture til fuglefjeldene på Sandoys vestside. I Sandur ligger "Rúsdrekkasøla Landsins", som er det eneste sted på øen, hvor man kan købe øl, vin og spiritus.
Syd for Sandur ligger den lille bygd Skarvanes. Vejen går forbi de to mindre søer Stóravatn og Lítlavatn. Fra Skarvanes er der udsigt til Skúvoy, Stóra Dímun Lítla Dímun og Suðuroy. Den gamle vandmølle med græstag er stadig velbevaret og svarer til den samme type som kan ses på Frilandsmuseet i Brede ved Kongens Lyngby og som også stammer fra Sandoy.
I Húsavík kan man se middelalderlige ruiner af den store gård, som har tilhørt den rige og mægtige frue i Húsavík. Hun var den norske Guðrun Sjúrðardóttir, som også havde store besiddelser på Shetlandsøerne.
Fra Húsavík går den ensporede vej til Dalur langs stejle skrænter og trykker sig ind til fjeldsiden højt over havet nedenunder og falder siden stejlt ned mod Dalur, der ligger beskyttet i bunden af den skålformede dal. Fra Dalur snor der sig en markvej sig op til til en højde af 270 m. til det 354 m. høje Skúvoyarfjall. Til fods kan man fra vejen gå ud til fuglefjeldet Skorin. Fra højderne er der udsigt til Stóra Dímun og Lítla Dímun. Fra Dalur kan man også følge vardestien mod nordvest til Skarvanes. Turen er mulig for de fleste og varer ca. 90 minuter. I Dalur er det muligt at campere. Der er el-tilslutning, adgang til toilet i bygdehuset efter aftale med beboerne.
Hvert år i juni, juli eller august afholdes der øens folkefest kaldet "Sandoyarstevna", bygderne skiftes til at holde festen. I 2015 blev Sandoyarstevna holdt i Skálavík i slutningen af juni, i 2014 blev den holdt i Sandur 22.-24. august, i 2012 blev den holdt i Húsavík
- Lokalmuseet "i Koytu" i Sandur
- Søen Sandsvatn
- Hotel Skálavík i 2012, kaldtes Depilin í Skálavík indtil marts 2015.
- Dalur

## Sandoy forbindes med Streymoy
I mange år har der været diskussioner om, hvorvidt man skulle bygge en undersøisk tunnel til Sandoy eller ej. I februar 2014 blev der politisk enighed bland alle partier i lagtinget om at bygge Eysturoyartunnilin først og straks derefter Sandoyartunnilin, som vil forbinde øen Sandoy med det centrale Færøerne. Tunnelportalerne vil starte ved Gamlarætt på Streymoy, vest for Tórshavn og i Traðardalur midt på øen Sandoy, mellem bygderne Skopun og Sandur. Tunnelen bliver 10,7 km lang. Prisen forventes at blive 860 millioner danske kroner. Arbejdet med selve tunnelen starter i 2018. Forberedelerne er gået i gang i slutningen af 2016. Selve boringen og sprængingen af tunnelen starter i 2018. Tunnelen åbner den 21. december 2023, hvorefter færgeruten Teistin, som har sejlet mellem Gamlarætt og Skopun vil blive nedlagt.